# Championnat d'Algérie de football de troisième division 2000-2001
 (juin 2018).
Si vous disposez d'ouvrages ou d'articles de référence ou si vous connaissez des sites web de qualité traitant du thème abordé ici, merci de compléter l'article en donnant les références utiles à sa vérifiabilité et en les liant à la section « Notes et références ».
Navigation
National 2
1999-2000 Régional 1
2001-2002
La saison 2000-2001 de Division 3 est la 38e édition du championnat d'Algérie de troisième division qui change de dénomination pour devenir Régional 1 et de formulation ; cette division est composée lors de cette saison de cinq groupes régionaux.

## Classement final

### Groupe Ouest
Le calendrier du championnat de division trois de la saison 2000-2001  paru sur le quotidien , la voix de l'Oranie.
Le tirage au sort du calendrier de division trois ouest a été effectué au siège de la lofa à Oran le jeudi 10 aout 2000 ; les numéros des clubs participants à ce championnat 2000-2001 sont : 1-IRB Maghnia, 2-CRM Bouguirat, 3-RCG Oran, 4-US Remchi, 5-IRB Sidi M'hamed Benali, 6-IS Tighennif, 7-HB El Bordj, 8-CRB Mazouna, 9-CRB El Amria, 10-RC Oran, 11-MB Sidi Chahmi, 12-AS Maghnia, 13-IRB Sougueur, 14-SCM Oran. 
| Rang | Équipe                   | Pts | J  | G  | N | P  | Bp | Bc | Diff |
| ---- | ------------------------ | --- | -- | -- | - | -- | -- | -- | ---- |
| 1    | IRB Maghnia              | 59  | 26 | 18 | 5 | 3  | 46 | 18 | +28  |
| 2    | IRB Sougueur             | 47  | 26 | 13 | 8 | 5  | 34 | 17 | +17  |
| 3    | SCM Oran                 | 40  | 26 | 11 | 7 | 8  | 36 | 22 | +14  |
| 4    | ASB Maghnia P            | 37  | 26 | 10 | 7 | 9  | 28 | 27 | +1   |
| 5    | CRM Bouguirat P          | 36  | 26 | 11 | 3 | 12 | 31 | 34 | -3   |
| 6    | RCG Oran P               | 34  | 26 | 9  | 7 | 10 | 29 | 36 | -7   |
| 7    | MB Sidi Chahmi P         | 33  | 26 | 9  | 6 | 11 | 24 | 29 | -5   |
| 8    | IRB Sidi M'Hamed Ben Ali | 33  | 26 | 8  | 9 | 9  | 34 | 41 | -7   |
| 9    | US Remchi P              | 32  | 26 | 9  | 5 | 12 | 27 | 25 | +2   |
| 10   | IS Tighennif P           | 31  | 26 | 8  | 7 | 11 | 27 | 21 | +6   |
| 11   | CRB El Amria             | 31  | 26 | 9  | 4 | 13 | 25 | 34 | -9   |
| 12   | HB El Bordj              | 30  | 26 | 7  | 9 | 10 | 25 | 34 | -9   |
| 13   | CRB Mazouna              | 30  | 26 | 7  | 9 | 10 | 15 | 33 | -18  |
| 14   | RC Oran                  | 27  | 26 | 7  | 6 | 13 | 22 | 32 | -10  |

Promotions et relégations
- Promotion en  Division 1 2001-2002
- Maintenue en Régional 1 2001-2002
- Pas de Relégation

Abréviations
Pas de Relégués de National 1 1999-2000

P : Promus de Division d'Honneur D4 1999-2000

### Groupe Centre
Source
| Rang | Équipe                 | Pts | J  | G  | N  | P  | Bp | Bc | Diff |
| ---- | ---------------------- | --- | -- | -- | -- | -- | -- | -- | ---- |
| 1    | IB Khemis El Khechna P | 52  | 26 | 15 | 7  | 4  | 38 | 17 | +21  |
| 2    | ES Ben Aknoun          | 46  | 26 | 13 | 7  | 6  | 23 | 12 | +11  |
| 3    | Paradou AC P           | 39  | 26 | 10 | 9  | 7  | 28 | 26 | +2   |
| 4    | ESM Boudouaou          | 38  | 26 | 10 | 8  | 8  | 26 | 21 | +5   |
| 5    | WA Rouiba P            | 38  | 26 | 10 | 8  | 8  | 25 | 21 | +4   |
| 6    | WB Aïn Benian          | 38  | 26 | 9  | 11 | 6  | 17 | 13 | +4   |
| 7    | WA Boufarik            | 36  | 26 | 9  | 9  | 8  | 23 | 21 | +2   |
| 8    | ES Berrouaghia P       | 33  | 26 | 7  | 12 | 7  | 20 | 18 | +2   |
| 9    | O Médéa                | 31  | 26 | 7  | 10 | 9  | 19 | 28 | -9   |
| 10   | Hydra AC               | 28  | 26 | 5  | 13 | 8  | 19 | 19 | 0    |
| 11   | IB Mouzaia             | 27  | 26 | 6  | 9  | 11 | 24 | 30 | -6   |
| 12   | JSM Chéraga P          | 27  | 26 | 6  | 9  | 11 | 19 | 25 | -6   |
| 13   | CRB Dar El Beïda P     | 26  | 26 | 6  | 8  | 12 | 18 | 30 | -12  |
| 14   | ESM Koléa              | 20  | 26 | 4  | 8  | 14 | 14 | 32 | -18  |

Promotions et relégations
- Promotion en  Division 1 2001-2002
- Maintenue en Régional 1 2001-2002
- Pas de Relégation

Abréviations
Pas de Relégués de National 1 1999-2000

P : Promus de Division d'Honneur D4 1999-2000

### Groupe Est
Source
| Rang | Équipe            | Pts | J  | G  | N  | P  | Bp | Bc | Diff |
| ---- | ----------------- | --- | -- | -- | -- | -- | -- | -- | ---- |
| 1    | MC El Eulma       | 50  | 25 | 15 | 5  | 5  | 37 | 17 | +20  |
| 2    | USM Ain Beida     | 49  | 25 | 14 | 7  | 5  | 44 | 14 | +30  |
| 3    | MO Bejaia P       | 48  | 25 | 12 | 12 | 1  | 30 | 12 | +18  |
| 4    | IRB El Hadjar     | 46  | 25 | 13 | 7  | 5  | 40 | 22 | +18  |
| 5    | USM Sétif         | 43  | 25 | 12 | 7  | 6  | 27 | 15 | +12  |
| 6    | IRB Khenchela     | 37  | 25 | 9  | 10 | 6  | 31 | 23 | +8   |
| 7    | A Bou Saâda P     | 34  | 25 | 9  | 7  | 9  | 24 | 24 | 0    |
| 8    | NRB Teleghma P    | 33  | 25 | 10 | 3  | 12 | 35 | 33 | +2   |
| 9    | JJ Azzaba         | 32  | 25 | 9  | 5  | 11 | 24 | 27 | -3   |
| 10   | MB Constantine P  | 29  | 25 | 8  | 5  | 12 | 22 | 31 | -9   |
| 11   | WR M'Sila P       | 27  | 25 | 7  | 6  | 12 | 22 | 31 | -9   |
| 12   | JS Djidjel        | 25  | 25 | 6  | 7  | 12 | 18 | 30 | -12  |
| 13   | MB Tlidjène       | 15  | 25 | 4  | 3  | 18 | 12 | 57 | -45  |
| 14   | ES Ain Oualmène P | 13  | 25 | 3  | 4  | 18 | 13 | 42 | -29  |

Promotions et relégations
- Promotion en  Division 1 2001-2002
- Maintenue en Régional 1 2001-2002
- Pas de Relégation

Abréviations
Pas de Relégués de National 1 1999-2000

P : Promus de Division d'Honneur D4 1999-2000

### Groupe Sud

#### Groupe Sud-ouest
Source
| Rang | Équipe           | Pts | J  | G  | N | P  | Bp | Bc | Diff |
| ---- | ---------------- | --- | -- | -- | - | -- | -- | -- | ---- |
| 1    | CRB Bougtob      | 42  | 19 | 12 | 6 | 1  | 40 | 10 | +30  |
| 2    | GC Aïn Sefra     | 41  | 19 | 12 | 5 | 2  | 32 | 9  | +23  |
| 3    | US Béchar Djedid | 31  | 19 | 8  | 7 | 4  | 23 | 15 | +8   |
| 4    | ES Mecheria      | 31  | 19 | 8  | 7 | 4  | 21 | 18 | +3   |
| 5    | IDB Abadla       | 30  | 19 | 8  | 6 | 5  | 23 | 17 | +6   |
| 6    | CRB Aïn Sefra    | 30  | 19 | 8  | 6 | 5  | 15 | 9  | +6   |
| 7    | ES Debdaba       | 27  | 18 | 7  | 6 | 5  | 21 | 19 | +2   |
| 8    | ES Béchar        | 25  | 18 | 7  | 4 | 7  | 27 | 18 | +9   |
| 9    | IR Mecheria      | 15  | 19 | 3  | 6 | 10 | 15 | 20 | -5   |
| 10   | Amel El Bayadh   | 13  | 18 | 3  | 4 | 11 | 11 | 28 | -17  |
| 11   | WRB Aoulef       | 11  | 18 | 3  | 2 | 13 | 12 | 45 | -33  |
| 12   | CRB Adrar        | 9   | 19 | 2  | 3 | 14 | 8  | 40 | -32  |

Promotions et relégations
- Promotion en  Division 1 2001-2002
- Qualifiés pour les match barrage
- Maintenue en Régional 1 2001-2002
- Pas de Relégation

Abréviations
Pas de Relégués de National 1 1999-2000

P : Promus de Division d'Honneur D4 1999-2000

#### Groupe Sud-est
Source
| Rang | Équipe          | Pts | J  | G  | N  | P  | Bp | Bc | Diff |
| ---- | --------------- | --- | -- | -- | -- | -- | -- | -- | ---- |
| 1    | IRB Laghouat    | 41  | 22 | 14 | 7  | 1  | 36 | 14 | +22  |
| 2    | O El Oued       | 37  | 20 | 11 | 4  | 5  | 21 | 11 | +10  |
| 3    | MB Rouissat     | 33  | 20 | 9  | 6  | 5  | 29 | 18 | +11  |
| 4    | IRR Berriane    | 28  | 19 | 6  | 10 | 3  | 16 | 10 | +6   |
| 5    | NRB Touggourt   | 25  | 20 | 6  | 7  | 7  | 17 | 20 | -3   |
| 6    | IRB Nezla       | 24  | 20 | 5  | 6  | 6  | 16 | 17 | -1   |
| 7    | HB Ghardaia     | 24  | 19 | 6  | 6  | 7  | 21 | 25 | -4   |
| 8    | CRB Tamanrasset | 24  | 19 | 7  | 3  | 9  | 16 | 26 | -10  |
| 9    | CR Sidi Naïl    | 22  | 20 | 5  | 7  | 8  | 19 | 21 | -2   |
| 10   | IRB Aflou       | 22  | 20 | 6  | 4  | 10 | 24 | 36 | -12  |
| 11   | USB Hassi R'mel | 20  | 20 | 4  | 8  | 8  | 17 | 15 | +2   |
| 12   | CRB Tebesbest   | 16  | 20 | 4  | 4  | 12 | 13 | 33 | -20  |

Promotions et relégations
- Promotion en  Division 1 2001-2002
- Qualifiés pour les match barrage
- Maintenue en Régional 1 2001-2002
- Pas de Relégation

Abréviations
Pas de Relégués de National 1 1999-2000

P : Promus de Division d'Honneur D4 1999-2000

#### Match barrage
Qualification lors des play-offs de la GC Aïn Sefra face à l'IRB Laghouat.